# Sivry-Courtry
Sivry-Courtry és un municipi francès, situat al departament de Sena i Marne i a la regió de Illa de França. L'any 2017 tenia 1214 habitants.
Forma part del cantó de Nangis, del districte de Melun i de la Comunitat de comunes Brie des Rivières et Châteaux.

## Demografia
El 2007 tenia 986 habitants. Hi havia 356 famílies, i 400 habitatges (361 habitatges principals, 18 segones residències i 21 desocupats.

## Economia
El 2007 la població en edat de treballar era de 677 persones, 507 eren actives i 170 eren inactives.
Dels 58 establiments que hi havia el 2007, 2 eren d'empreses extractives, 1 d'una empresa alimentària, 2 d'empreses de fabricació d'altres productes industrials, 16 d'empreses de construcció, 15 d'empreses de comerç i reparació d'automòbils, 1 d'una empresa de transport, 2 d'empreses d'hostatgeria i restauració, 2 d'empreses d'informació i comunicació, 1 d'una empresa financera, 3 d'empreses immobiliàries, 9 d'empreses de serveis, 1 d'una entitat de l'administració pública i 3 d'empreses classificades com a «altres activitats de serveis».
Hi havia set explotacions agrícoles (2000) i dues escoles elementals (2009).